# Sesso e volentieri
Sesso e volentieri (Loucas Aventuras de Amor e Sexo) é um filme italiano de 1982, dirigido por Dino Risi.
Estreou em Portugal a 1 de Maio 1986.

## Sinopse
Dez encontros em ambiente burguês, quase todos centrados em triângulos amorosos.

## Elenco
- Johnny Dorelli:
- Laura Antonelli:
- Gloria Guida:
- Vittorio Zarfati:
- Giuliana Calandra:
- Giucas Casella:
- Gastone Pescucci:
- Margaret Lee:
- Roberto Della Casa:
- Richard Lloyd:
- Pippo Santonastaso:
- Yorgo Voyagis:
- Venantino Venantini:
- Renato Scarpa:
- Jackie Basehart:

## Ligações Externas
Loucas Aventuras de Amor e Sexo. no IMDb. 